# Клеман, Амбруаз
Амбруаз Клеман (фр. Ambroise Clément; 1805—1886) — французский экономист. Работал секретарём мэра Сент-Этьена в течение многих лет.
Климент был членом «Общества политической экономии» (фр. Société d’économie politique) с 1848 года, стал членом-корреспондентом Академии моральных и политических наук в 1872 году.

## Публикации
- «Recherches sur les causes de l’indigence» (Париж, 1846)
- «Des nouvelles idées de réforme industrielle et en particulier du projet d’organisation du travail de M. Louis Blanc» (Париж, 1848)
- «Essai sur la science sociale» (Париж, 1867)
- «Le bon sens dans les doctrines morales et scientifiques» (Париж, 1867)[1].